# Karin Wedlin
Karin Margareta Wedlin, född 23 februari 1893 i Lund, död 20 mars 1965 i Göteborg, var en svensk lärare och tecknare.
Hon var dotter till kyrkoherden Emil Mauritz Stoltz och Bertha Augusta Lundberg och från 1939 gift med kyrkoherden Thor Oscar Wedlin samt syster till Johannes Stoltz och faster till Jette Stoltz. Hon arbetade fram till sitt äktenskap som lärare vid Malmö högre läroverk för flickor. Hon har bland annat med ett 15-tal teckningar illustrerat Elof Stoltz bok Som liten i Ravlunda prästgård 1898-1908.